# Guerrero (Chihuahua)
Ciudad Guerrero, oficialmente llamada Vicente Guerrero, es una población del estado mexicano de Chihuahua, situada en la región de la Sierra Tarahumara, es cabecera del Municipio de Guerrero.

## Localización

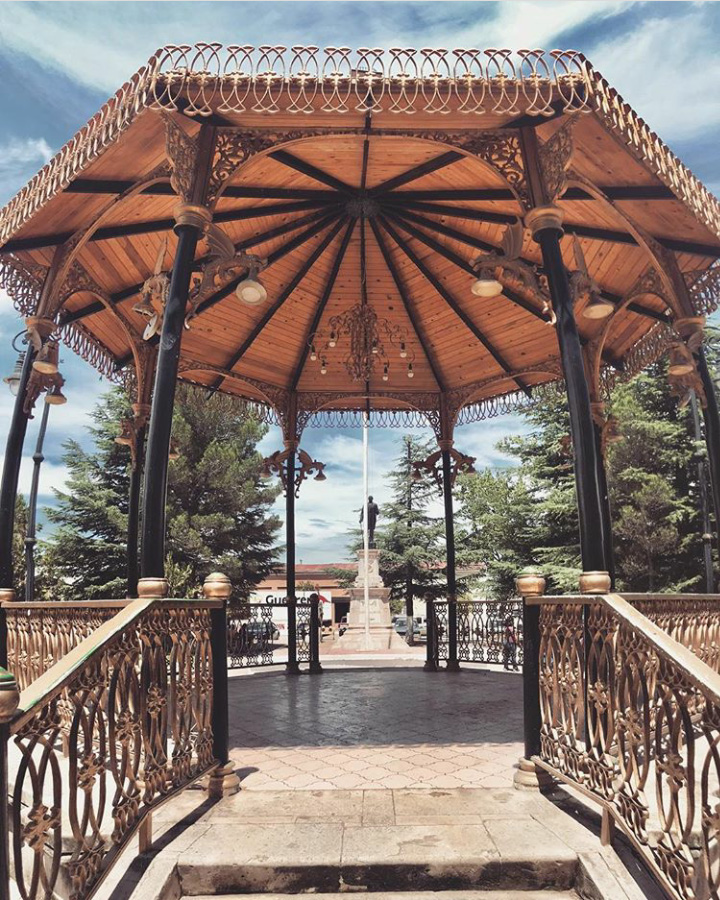
Centro en Vicente Guerrero

Vicente Guerrero está situada a una altitud de 2152 m s. n. m., en las coordenadas 28°32′52″N 107°29′08″O / 28.54778, -107.48556 y en la rivera del Río Papigochi. En 2005, la población era de 6636 habitantes, según el Conteo de Población y Vivienda realizado por el Instituto Nacional de Estadística y Geografía, lo cual la convierte en la segunda mayor concentración poblacional del municipio del que es cabecera, siendo superada por La Junta, situada más al sur. Por la altitud y la región en que se encuentra, Vicente Guerrero es una de las ciudades de más bajas temperaturas en el estado de Chihuahua. Son frecuentes las nevadas y las temperaturas menores a 0 °C en invierno. Los veranos son templados. El clima es apropiado para el cultivo de manzanas.

## Historia
La región donde hoy está situada Guerrero, al igual que gran parte de la Sierra, fue evangelizada por sacerdotes de la Compañía de Jesús, sin embargo, su conquista tanto militar como espiritual fue difícil debido a la resistencia de los indígenas tarahumaras, que en varias ocasiones se levantaron en armas contra los españoles, arrasando pueblos, la más grave de estas insurrecciones ocurrió en las inmediaciones de Guerrero en 1652 liderada por Teporaca y que conllevó la destrucción de la Villa de Aguilar, actual Basúchil, principal población española de la región, esto hizo que cuando se pudo restablecer el control gubernamental sobre la zona, fuera fundada una nueva población, la hoy Guerrero, por los jesuitas Tomás de Guadalajara y José Tardá en 1676 con el nombre de Misión de Nuestra Señora de la Concepción de Papigochi.
Administrativamente la región y la población, comúnmente llamada Concepción del Papigochi, se encontraban bajo la autoridad de los Alcaldes Mayores de Cusihuiriachi, hasta que finalmente en 1820 se constituyó en Ayuntamiento de acuerdo con la Constitución de Cádiz. Tras la independencia de México y la formación del estado de Chihuahua, en 1826 el Congreso de Chihuahua le otorgó la categoría de Villa, con el nombre de Villa de la Concepción, el 11 de abril de 1859 un decreto le modificó su nombre por el de Ciudad Guerrero para honrar al héroe de la Independencia de México y segundo Presidente de la República, Vicente Guerrero, posteriormente su denominación oficial varió en varias ocasiones entre Guerrero y Ciudad Guerrera, hasta finalmente el 18 de noviembre de 1995 fue oficialmente denominada Vicente Guerrero, aunque es nombre no es de uso común.